# Voiinka (Voiinka), Krasnoperekopsk
Voiinka (în ucraineană Воїнка) este localitatea de reședință a comunei Voiinka din raionul Krasnoperekopsk, Republica Autonomă Crimeea, Ucraina.

## Demografie
Componența lingvistică a localității Voiinka
     Rusă (49,73%)
     Tătară crimeeană (28,85%)
     Ucraineană (11,29%)
     Romani (5,56%)
     Alte limbi (0,85%)
Conform recensământului din 2001, nu exista o limbă vorbită de majoritatea populației, aceasta fiind compusă din vorbitori de rusă (49,73%), tătară crimeeană (28,85%), ucraineană (11,29%) și romani (5,56%).